# Master's degree
Il master's degree, letteralmente "grado di maestro", è il grado accademico rilasciato nei paesi anglofoni al termine del secondo ciclo di studi superiori. 
La durata degli studi varia a seconda dello stato e talvolta anche del singolo ateneo. Nel Regno Unito, ad esempio, la durata tipica è di un anno, mentre negli Stati Uniti due anni. 

## Descrizione
Per l'accesso ai corsi finalizzati al conseguimento del master's degree, detti postgraduate programmes (in inglese americano programs) e che si tengono presso le graduate schools, è richiesto tipicamente di aver completato il precedente livello di studi superiori, conseguendo il bachelor's degree (grado di baccelliere).
Il master's degree conferisce comunemente il titolo di Master of Arts, Master of Science, Master of Education, Master of Law o altri a seconda dell'ambito disciplinare.

## Corrispondenze con altri titoli accademici
In Italia, secondo quanto previsto dal processo di Bologna, il master's degree corrisponde alla laurea magistrale o laurea conseguita con il vecchio ordinamento. Non è da confondere con i master all'italiana (sia universitari che non universitari), che sono titoli previsti dall'ordinamento italiano, ma non previsti dal processo di Bologna. 